# Élections sénatoriales de 2004 représentant les Français établis hors de France
Les élections sénatoriales représentant les Français établis hors de France ont eu lieu le dimanche 26 septembre 2004. Elles ont eu pour but d'élire les sénateurs représentant les Français résidant à l'étranger au Sénat pour un mandat de sept années.

## Contexte politique
Lors des élections sénatoriales du 24 septembre 1995, quatre sénateurs ont été élus, un de l'UDF, un du RPR, un du PS et un divers.

## Sénateurs sortants
| Sénateur | Sénateur              | Parti | Fonctions lors de l'élection en 1995 |
| -------- | --------------------- | ----- | ------------------------------------ |
|          | Guy Penne             | PS    | Sénateur sortant                     |
|          | Xavier de Villepin    | DVD   | Sénateur sortant                     |
|          | Hubert Durand-Chastel | UMP   | Sénateur sortant                     |

## Présentation des listes et des candidats
Les nouveaux représentants sont élus pour une législature de 7 ans au suffrage universel indirect par les 150 membres de l'Assemblée des Français de l'étranger, réunis au quai d'Orsay. Les sénateurs représentant les Français de l'étranger sont élus au scrutin proportionnel plurinominal. Leur nombre reste inchangé, 4 sénateurs sont à élire et 6 candidats doivent être présentés sur la liste pour qu'elle soit validée. Chaque liste de candidats est obligatoirement paritaire et alterne entre les hommes et les femmes. 7 listes ont été déposées. Elles sont présentées ici dans l'ordre de leur dépôt au secrétariat général de l'Assemblée des Français de l'étranger et comportent l'intitulé figurant aux dossiers de candidature.

### Liste n° 1:Parti socialiste
| N° | Candidats | Candidats            | Parti | Principale fonction |
| -- | --------- | -------------------- | ----- | ------------------- |
| 01 |           | Richard Yung         | PS    |                     |
| 02 |           | Hélène Conway-Mouret | PS    |                     |
| 03 |           | Marc Villard         | PS    |                     |
| 04 |           | Marie-Hélène Beye    | PS    |                     |
| 05 |           | Daniel Brignoli      | PS    |                     |
| 06 |           | Anne-Marie Maculan   | PS    |                     |

### Liste n° 2:Divers gauche
| N° | Candidats | Candidats                | Parti | Principale fonction |
| -- | --------- | ------------------------ | ----- | ------------------- |
| 01 |           | Isabelle Capieu-Butzbach | PS    |                     |
| 02 |           | Jean-Pierre Capelli      | PS    |                     |
| 03 |           |                          | PS    |                     |
| 04 |           |                          | PS    |                     |
| 05 |           |                          | PS    |                     |
| 06 |           |                          | PS    |                     |

### Liste n° 3:Union pour un mouvement populaire
| N° | Candidats | Candidats              | Parti | Principale fonction |
| -- | --------- | ---------------------- | ----- | ------------------- |
| 01 |           | Joëlle Garriaud-Maylam | UMP   |                     |
| 02 |           | Christian Cointat      | UMP   |                     |
| 03 |           | Christiane Kammermann  | UMP   |                     |
| 04 |           | Jacques Janson         | UMP   |                     |
| 05 |           |                        | UMP   |                     |
| 06 |           |                        | UMP   |                     |

## Résultats
| Tête de liste  | Tête de liste            | Liste          | Voix | %      | Élus |
| -------------- | ------------------------ | -------------- | ---- | ------ | ---- |
|                | Joëlle Garriaud-Maylam   | UMP            | 77   | 49,68  | 3    |
|                | Richard Yung             | PS             | 54   | 34,84  | 1    |
|                | Isabelle Capieu-Butzbach | PS             | 9    | 5,81   |      |
|                |                          | DVD            | 8    | 5,16   |      |
|                |                          | DVD            | 5    | 3,23   |      |
|                |                          | DVD            | 1    | 0,65   |      |
|                |                          | DVD            | 0    | 0,00   |      |
|                |                          |                |      |        |      |
| Inscrits       | Inscrits                 | Inscrits       | 155  | 100,00 |      |
| Abstentions    | Abstentions              | Abstentions    | 0    | 0,00   |      |
| Votants        | Votants                  | Votants        | 155  | 100,00 |      |
| Blancs et nuls | Blancs et nuls           | Blancs et nuls | 0    | 0,00   |      |
| Exprimés       | Exprimés                 | Exprimés       | 155  | 100,00 |      |

### Sénateurs élus
| Sénateur | Sénateur               | Parti |
| -------- | ---------------------- | ----- |
|          | Richard Yung           | PS    |
|          | Joëlle Garriaud-Maylam | UMP   |
|          | Christian Cointat      | UMP   |
|          | Christiane Kammermann  | UMP   |